# الرنع (مدينة حجة)

تعديل مصدري - تعديل

الرنع هي إحدى قرى عزلة عبس بمديرية مدينة حجة التابعة لمحافظة حجة، بلغ تعداد سكانها 37 نسمة حسب تعداد اليمن لعام 2004.